# Lonely waters
Lonely waters is een compositie van Ernest John Moeran. Het is gebaseerd op volksmuziek uit het gebied Norfolk. Moeran verzamelde voordat hij een actieve componistenloopbaan begon volksliedjes uit Engeland. Daaronder bevond zich deze, Moerans geboortegrond lag in Norfolk. Moeran had het lied eerder gebruikt in zijn Six folksongs from Norfolk uit 1923 (lied 3).
De basis voor dit werk legde Moeran al in 1924, toch zou het pas in 1932 op de podia te horen zijn. Anthony Bernard leidde in de eerste uitvoering van dit werk op 22 januari 1932 het New Queen’s Hall Orchestra. Het werk werd echter opgedragen aan Ralph Vaughan Williams. Peter Warlock, Moerans vriend, was direct verrukt van dit werk.
Op 28 augustus 1936 was het te horen tijdens de Proms-concerten, Henry Wood leidde toen het BBC Symphony Orchestra.
Moeran schreef voor dit werk twee finales:
- een tekst wordt gezongen uit het volksliedje:

"So Iʼll go down to some lonely waters,
Go down where no one they shall me find,
Where the pretty little small birds do change their voices,
And every moment blow blustering wild."
- een puur instrumentaal stuk, waarbij de althobo de zangstem overneemt

Moeran hield de orkestratie licht:
- 1 dwarsfluit, 1 hobo, 1 althobo, 1 klarinet, 1 fagot, 1 hoorn
- percussie bestaande uit bekken
- violen, altviolen, celli, contrabassen.